# Jeroen de Man
Jeroen De Man (Amersfoort, 26 juni 1980) is een Nederlands acteur en regisseur. Jeroen De Man speelde onder meer bij het Noord Nederlands Toneel, Het Zuidelijk Toneel, Artemis en Toneelschuur Producties. Hij was tot en met 2016 lid van de artistieke kern van De Warme Winkel. Daar maakte hij onder meer Totaal Thomas, Stroganoff en Kokoschka live! met Touki Delphine en de Veenfabriek, gespeeld in het Gemeentemuseum Den Haag. Hij acteert ook in films en series, zoals Doris, Mees Kees en De ontmaskering van de vastgoedfraude. 
De laatste jaren ontwikkelde Jeroen De Man zich steeds meer als regisseur. Hij regisseerde Als ik de Liefde niet heb van Marjolijn van Heemstra (2014). Bij Nieuw Amsterdams Peil regisseerde hij Anaïs Nin (2010) van Louis Andriessen en Uwe leipe mastdramnis (2016) van Rob Zuidam. Afgelopen seizoen regisseerde hij 'Cinema' van Annie Baker bij Toneelgroep Oostpool en 'Ondine' van Jean Giraudoux bij Het Nationale Theater. Jeroen De Man geeft regelmatig les aan de toneelscholen van Arnhem, Brussel en Maastricht.

## Theater
- Totaal Thomas Op basis van het werk van Thomas Bernhard (2006)
- Rainer Maria Op basis van het werk van Rainer Maria Rilke (2007)
- Alma Over het leven van Alma Mahler (2009)
- Gijsbrecht van Joost van den Vondel (2010)
- Poëten en Bandieten Op basis van het werk van Boris Ryzhy (2010)
- Villa Europa Over het leven en werk van Stefan Zweig (2012)
- Veel gedoe om niks van William Shakespeare (2012) - Benedick
- Viva la naturisteraçion! (2013)
- Stroganoff (2014)
- Gavrilo Princip (2014)
- Bam Op basis van het werk van Daniil Charms (2015)
- De meest zwaarmoedige voorstelling ooit waarvan het hele publiek moet huilen (2016)

## Regie
- De lady Macbeth van het district Mtsensk (van Nikolaj Leskov), bij De Warme Winkel (2015)
- La Isla Bonita, de eerste voorstelling van Performance collectief La Isla Bonita (2016)
- Ondertussen in Casablanca, bij Het Nationale Theater en Toneelgroep Oostpool (2017)
- Kinderen van Judas, bij Toneelgroep Oostpool en het Nationale Theater (2017)
- 100 jaar Luxor, met Waardenberg en De Jong en de dames van Toren C (2018)
- Ondine (van Jean Giraudoux), bij Het Nationale Theater en Toneelgroep Oostpool (2018)
- Cinema (van Annie Baker), bij Toneelgroep Oostpool en het Nationale Theater (2018)
- Het duel (van Anton Tsjechov), bij het Nationale Theater en Toneelgroep Oostpool (2019)
- Sexual Healing (tekst van Jan Hulst en Kasper Tarenskeen), bij Het Nationale Theater (2019)

## Filmografie

### Als acteur in speelfilms
- Doris (2018) - Regie: Albert Jan van Rees - Gijs
- Prooi (2016) - Regie: Dick Maas - Wethouder stadsdeel Zuid
- Bouwdorp (2014) Regie: Margien Rogaar - Stijn
- Daglicht (2013) Regie: Diederik van Rooijen (2013) - Finn
- Bon Voyage Regie Margien Rogaar (2011) - Crematoriumbeheerder

### Als acteur in televisieseries
- Het jaar van Fortuyn (2022) - Albert de Booij
- Petticoat (2016) Regie: Pim van Hoeve - Verkruysse
- Alleen op de wereld (2016) Regie: Margien Rogaar - Pieter Driscoll
- De ontmaskering van de Vastgoedfraude (2013) - Diederik de Mijer
- Heer & Meester (2014; afl. De Jacht) - André van Os
- Suspicious Minds (2014) - Dennis